# 응우옌흐우까인
응우옌후껀(베트남어: Nguyễn Hữu Cảnh 완유경)은 베트남 응우옌 왕조 왕 응우옌 푹 추의 고관이었다. 그는 병력을 이끌고 메콩강 델타로 원정을 떠나 이 지역을 베트남의 행정이 미칠 수 있는 굳건한 기반을 마련하였다. 베트남 남진 시기의 가장 유명한 장군으로 간주되고 있으며, 응우옌후껀은 1698년 사이공(현재의 호찌민시)를 건설했다. 사이공의 터전을 닦고, 메콩강 델타 지역에 병영을 설립한 것은 이후 베트남 황실에 의한 원정의 기반을 닦고, 남부로의 영토 확장이라는 결과를 가져왔다. 베트남에서 응우옌후껀은 가장 널리 사랑받는 인물 중의 하나이며, 많은 사당과 가정에서 모셔지는 영웅이기도 하다.

## 생애
응우옌후껀은 1650년 베트남 북중부 지방 꽝빈 성 레떠이 현에서 태어났다. 1698년, 껀은 응우옌 푹 추에 의해 남부로 파견되었다. 그는 그곳에서 자딘 기지를 쌓았다. 그는 백성들을 베트남 중부에서 이곳으로 이주시키고, 도로, 운하, 시장을 건설하게 했다. 그 후로 사이공은 분주한 항구 도시로 성장할 수 있었다.